# Paraclius strictifacies
Paraclius strictifacies är en tvåvingeart som beskrevs av Octave Parent 1939. Paraclius strictifacies ingår i släktet Paraclius och familjen styltflugor. Inga underarter finns listade i Catalogue of Life.